# Białęgi, Tỉnh West Pomeranian
Białęgi [bjaˈwɛnɡi] (tiếng Đức: Belgen) là một ngôi làng thuộc khu hành chính của Gmina Chojna, thuộc quận Gryfino, West Pomeranian Voivodeship, ở phía tây bắc Ba Lan, gần biên giới Đức. Nó nằm khoảng 14 kilômét (9 mi) về phía đông nam của Chojna, 44 km (27 mi) phía nam Gryfino và 62 km (39 mi) phía nam thủ đô khu vực Szczecin.
Trước năm 1945, khu vực này là một phần của Đức. Đối với lịch sử của khu vực, xem Lịch sử của Pomerania.